# Nontuttorosa
Nontuttorosa è un film televisivo del 1987 diretto da Amanzio Todini.

## Trama
Grazie alle preghiere dei genitori, Lilly è affiancata da un angelo custode di nome Maurice, che in vita era stato un pilota d'aerei, a cui se ne affianca un altro di nome Massimo. La donna scrive romanzi rosa ed è innamorata del suo editore Ferdinando Altieri, che non ricambia. Quando Lilly scopre che Ferdinando è in procinto di sposarsi, decide di rapirlo e portarlo nella villa di sua zia. Mentre Altieri cerca di fuggire, Massimo si innamora di Lilly, tanto da far arrivare, con i suoi poteri, i parenti di lei; onde far fuggire via Ferdinando. A causa del suo sentimento, incompatibile con il suo compito di angelo custode, Massimo è costretto ad andarsene. Ferdinando invece, per via della sindrome di Stoccolma, impazzisce per Lilly e cerca di circuirla ma lei, visto il suo persistente rifiuto, non è più interessata a lui. Lilly, quindi, fugge via in automobile con i suoi parenti, inseguita da Ferdinando, finché non avviene un incidente. All'ospedale Lilly scopre che Massimo, in realtà, è l'anima dell'uomo in coma investito da un tassista distratto da lei. Massimo dichiara il suo amore per Lilly e decide di rientrare nel suo corpo: i due convolano a nozze, mentre Maurice diventa angelo custode del tassista.